# Othon de Hesse-Cassel
Ne doit pas être confondu avec Othon de Hesse-Cassel (1937-1998).
Othon de Hesse-Cassel (24 décembre 1594 à Cassel – 7 août 1617 à Hersfeld) est un prince de Hesse-Cassel et l'administrateur de l'abbaye d'Hersfeld.

## Biographie
Othon est l'aîné des fils du landgrave Maurice de Hesse-Cassel (1572-1632) de son mariage avec Agnès de Solms-Laubach (1578-1602), la fille du comte Jean-George de Solms-Laubach.
Othon est éduqué par son père, avec ses frères et sœurs. Quand il a 10 ans, il est enrôlé à l'abbaye d'Hersfeld. Il est administrateur de l'abbaye en 1606, et Joachim Röll, l'abbé, le destine à devenir coadjuteur et son successeur comme abbé.
Après avoir terminé ses études à l'Université de Marbourg, Othon fait un Grand Tour, en visite à Londres et à Paris. Quand il revient, son père l'implique dans les affaires du gouvernement.
En 1617, il souffre de la rubéole. Il a de la fièvre et de son lit de malade, il essaye de tirer sur un chien qui aboie, ce qui l'énervait. Il a tellement raté son tir qu'une balle a frappé sa poitrine et le tue. Il est enterré dans l'église sainte-Marie de Marbourg.

## Mariages et descendance
À Cassel le 24 août 1613 Othon épouse en premières noces Catherine-Ursule (Château de Karlsbourg, 19 juin 1593 - Marbourg, 15 février 1615), fille de Georges-Frédéric de Bade-Durlach. Elle est morte après avoir donné naissance à un mort-né fils,.
À Dessau, le 14 juin 1617 Othon épouse en secondes noces Agnès-Madeleine d'Anhalt-Dessau (Dessau, 29 mars 1590 - Eschwege, 24 octobre 1626), fille de Jean-Georges Ier d'Anhalt-Dessau. Ce mariage n'a pas d'enfant.
Otto laisse un fils né hors mariage:
- Ernest Reinhard, de Hattenbach né posthume à Hachborn, 17 décembre 1617 -  Rodenberg, 1er avril 1694), marié en 1669 à Anne Catherine de Merlu (d. 1707).